# Ağdam (Stadt)
Ağdam (aserbaidschanisch; auch geschrieben Aghdam; russisch Агдам Agdam; bis 20. November 2020 offiziell armenisch Ակնա Akna) ist eine Ortschaft in Aserbaidschan und Hauptstadt des Bezirks Ağdam. Nach der armenischen Besetzung von 1993 bis 2020 zog sich die armenische Armee gemäß dem Waffenstillstandsabkommen 2020 am 19. November 2020 aus der Stadt zurück.

## Geschichte

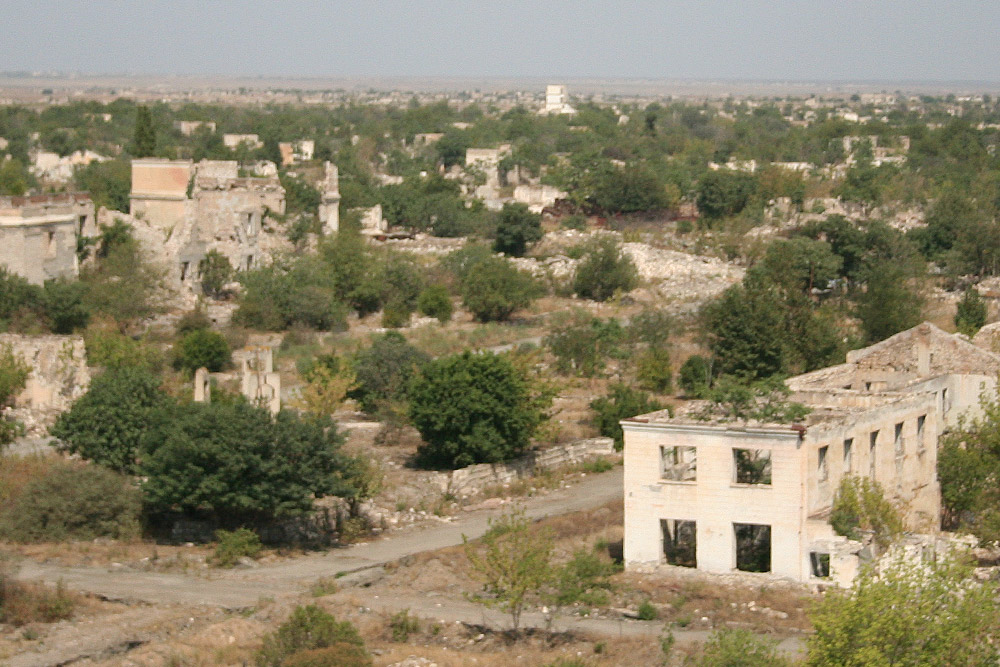
Blick über Ağdam (2008)

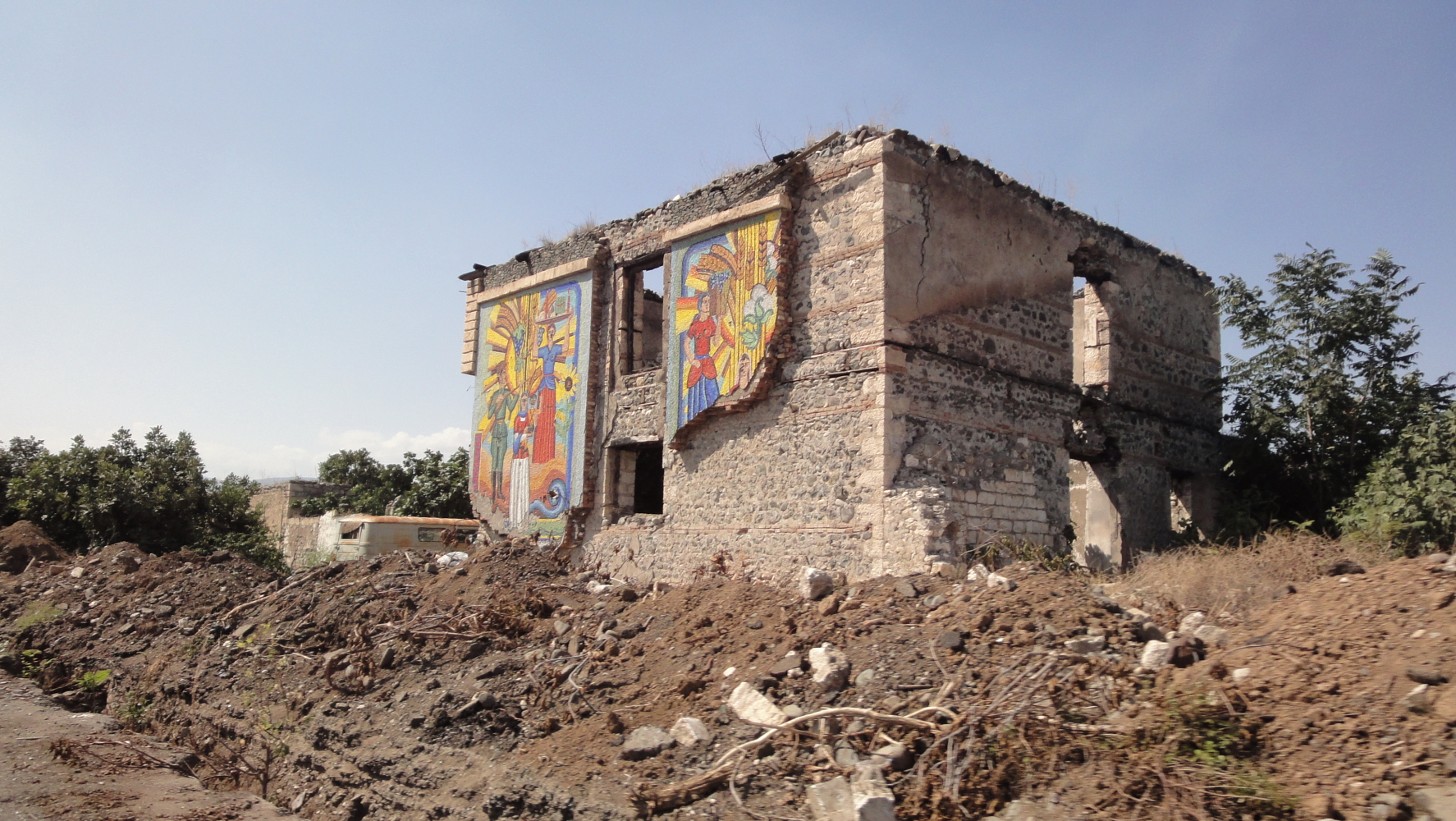
Zerstörtes Museumsgebäude (2012)

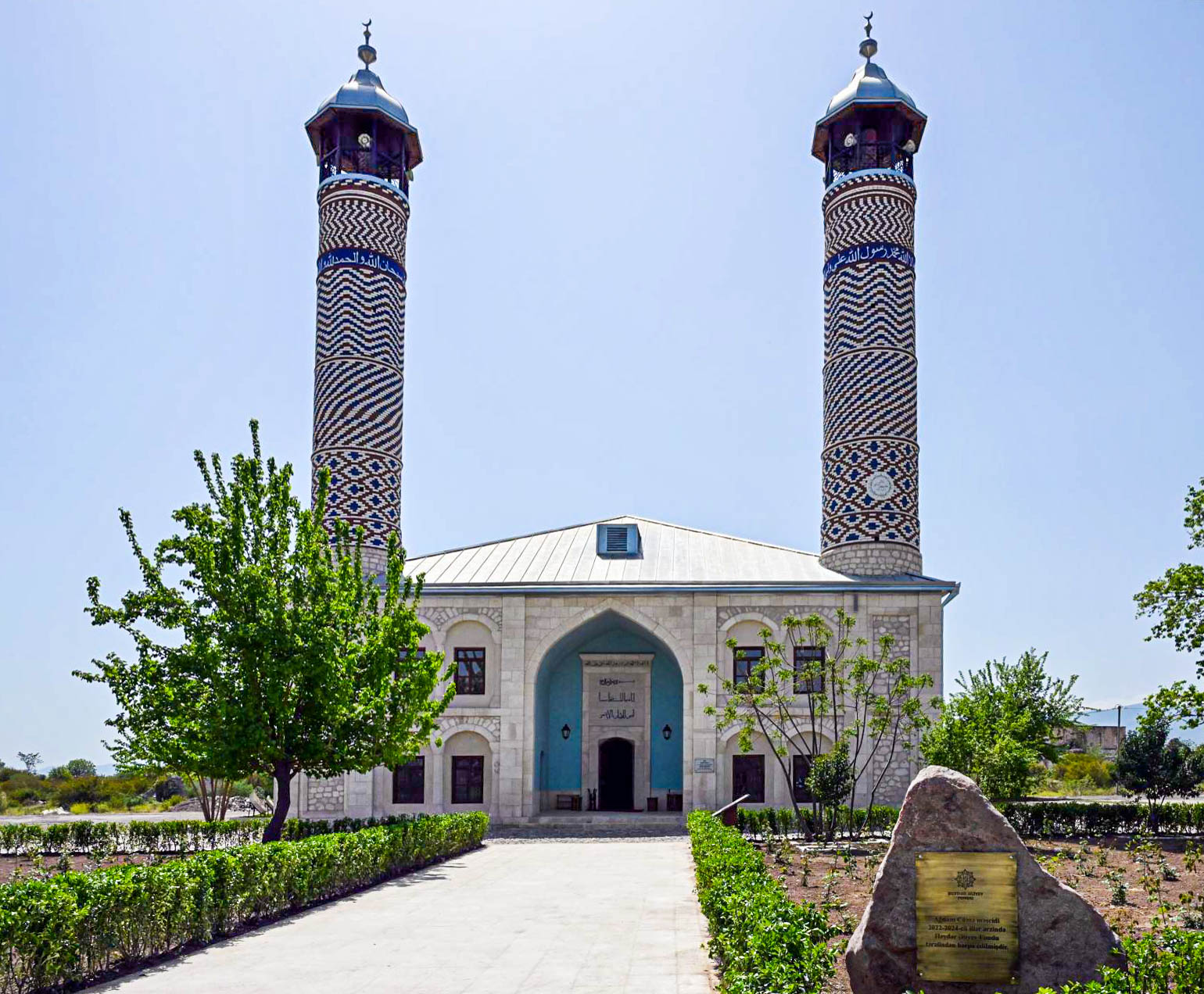
Die Moschee nach der Restaurierung (2024)

Die Stadt wurde Mitte des 18. Jahrhunderts gegründet und 1828 zur Stadt erhoben. In der Zeit vor dem Ersten Weltkrieg wurde durch die Stadt die Bahnstrecke von Yevlax nach Stepanakert geführt und eine Bahnstation eingerichtet. Außerdem kreuzten sich in Ağdam mehrere Fernstraßen. 1968 hatte die Stadt etwa 18.000 Einwohner, eine Großmolkerei, Weinkelterei, Konservenfabrik und einen metallverarbeitenden Betrieb. Es existierten eine Berufsschule für Landwirtschaft sowie für landwirtschaftliche Maschinen, eine Medizinschule, eine Musikschule und ein Theater. 1989 hatte die Stadt etwa 28.000 Einwohner.
1990 erfolgte ein Anschlag auf einen Bus. Am 23. Juli 1993 wurde die Stadt von der armenischen Armee besetzt und seitdem von der international nicht anerkannten Republik Arzach als Teil der Provinz Askeran verwaltet. Während des Konflikts floh die Bevölkerung in andere Teile Aserbaidschans. Ein Korrespondent des BBC World Service berichtete nach einem Besuch Ağdams im Jahr 2000, die Häuser der Stadt seien nach der Eroberung zerstört worden, um die Flüchtlinge von einer Rückkehr abzuhalten. Ağdam sei zuvor Ausgangspunkt aserbaidschanischer Angriffe gegen Bergkarabach gewesen.
Im Jahr 2010 wurde Ağdam von der Regierung Bergkarabachs in „Akna“ umbenannt und der Stadt Askeran als Ortsteil zugeordnet. Nach Angaben Arzachs lebten in der Stadt vor dem Krieg um Bergkarabach 2020 rund 360 armenische Siedler, von diesen abgesehen war Ağdam eine Geisterstadt.
Entsprechend den Bestimmungen des Waffenstillstandsabkommens im November 2020 wurde Ağdam am 20. November 2020 unter Schirmherrschaft russischer Friedenstruppen von Arzach an die aserbaidschanische Armee übergeben.
Im Mai 2021 wurde der Bau des Aghdam Industrie Parks angekündigt.

## Verkehr
Der Bahnhof der Stadt lag an der Bahnstrecke Yevlax–Xankəndi. Der Betrieb auf dieser Strecke endete seit der armenischen Besetzung der Stadt aber schon wenige Kilometer südlich von Bərdə. Nach den aserbaidschanischen Gebietsgewinnen im Krieg gegen Arzach 2020 wird die Strecke bis Ağdam wieder in Stand gesetzt.

## Kultur und Sport
In Ağdam gibt es eine Moschee. Weitere Baudenkmäler sind das Üzərlik-Təpə, der Hof des Panah Ali Khan sowie der İmarət-Friedhof.
Der Fußballclub Qarabağ Ağdam stammt aus der Stadt, ist aber seit der Besetzung in Baku ansässig.

## Söhne und Töchter der Stadt
- Ramiz Quliyev (* 1947), Tarspieler und Musikpädagoge
- Tamerlan Garayev (* 1952), Diplomat
- Röya (* 1982), Pop-Sängerin und Schauspielerin

## Trivia
Der Musiker Hauschka hat ein Musikstück, das diesem Ort gewidmet ist, auf seinem Album Abandoned City veröffentlicht.

## Panorama

Panorama der verwilderten Stadt von einem der Minarette aus (2010)